# 井崎義治
井崎 義治（いざき よしはる、1954年2月11日 - ）は、日本の政治家。千葉県流山市長（6期、第9-14代）。

## 来歴
東京都杉並区で生まれ、千葉県柏市で育つ。立正大学文学部地理学科、サンフランシスコ州立大学大学院修士課程修了（地理学専攻）。1981年からアメリカのJefferson Associates, Inc. （本社サンフランシスコ）、Quadrant Consultants Inc.（本社ヒューストン）で地域計画、交通計画、環境アセスメントに従事。1988年から（株）住信基礎研究所、1989年に帰国、1991年から（株）エース総合研究所。1999年に市長選に無所属無党派で立候補、落選。2003年に流山市長初当選。以後6期連続当選。世界保健機関健康都市連合日本支部長に就任（2014年6月～）
- 東京都杉並区で出生、千葉県柏市育ち。[1]
- 1966年 柏市立柏第五小学校卒業。
- 1969年 柏市立柏第二中学校卒業。
- 1972年 基督教独立学園高等学校（山形県小国町）卒業[1]
- 1976年 立正大学文学部地理学科卒業[1]
- 1981年 ジェファーソンアソシエーツ（アメリカ）勤務
- 1983年 クアドラントコンサルタンツ（アメリカ）勤務
- 1985年 カリフォルニア州立大学サンフランシスコ校大学院人間環境研究科修士課程終了（地理学専攻）
- 1988年 住信基礎研究所勤務
- 1991年 エース総合研究所（現・エンタテイメントビジネス総合研究所）勤務
- 1993年 立正大学文学部地理学科非常勤講師
- 1999年 流山市長選に立候補、落選
- 2003年 流山市長に初当選
- 2007年 流山市長に再選
- 2011年 流山市長に3選
- 2014年～世界保健機関健康都市連合日本支部長を兼任
- 2015年 流山市長に4選（得票数48,028票、得票率76.42％）
- 2019年 流山市長に5選（得票数50,810票、得票率78.0％）
- 2023年 流山市長に6選（得票数37,784票、得票率50.5％）[3]。

## 流山市長としての取り組み
今までの市長としての取り組みでは、特に行財政改革、市民自治、街づくり、子育て支援、オープンデータの分野で成果を上げ、マスコミにも頻繁に取り上げられている。
・『30代人口急増！流山市、“異端”の街づくり』（東洋経済オンライン） 
・『トップインタビュー井崎義治・流山市長　「子育てのまち」定着で人口増』（時事ドットコム）
・『流山市長とデータサイエンティストが激論―オープンデータで街の魅力を倍増』（日経情報ストラテジー 2014年9月号）
・『少子高齢者社会を乗り切るための住環境整備～ブランド化した良質なまちづくりをめざして～』（家とまちなみ　2014.9／住宅生産振興財団）

### 行財政改革と効率的経営
「1円まで活かす市政」を基本姿勢として市長となった井崎義治は、就任当日、建設中のクリーンセンターの余熱を利用する地域融和施設（建設費約10億円）が過大であり、その後の市民利用の稼働率も高く見積もりすぎているとして、入札を中止し、維持費軽減にむけて計画の見直しを宣言した。また予算編成において随意契約会社の見積もりで予算編成されるため過大に膨らむ傾向があること、その後の執行時に1億5千万未満の事業はすべて随意契約だったことから、予算編成時に3社以上の見積もり提出義務、130万円以上の事業を一般競争入札に切り替えることで、同じ内容の事業の費用を4割削減した。市長就任後の議会で、財政危機の可能性を回避するまで、市長をはじめ副市長、教育長などの特別職の報酬を2割削減する条例を提出し、社民党以外の賛成を得て可決。1期4年間、実施された。また、平成15年度から3年間、新規採用を中止して約1割の職員数を削減した。補助金審議会を設置し、既得権益化した補助団体の見直しの他、事務の効率化のため立会議の導入、市役所内の応接セットの撤去、人事評価と報酬の反映（H26年度から全職員が対象）など、行財政改革に積極的に取り組み、「市民一人当たりの行政コストランキング」では全国最小、「経営革新度」全国3位、「行政サービス度」全国28位、「財政健全度」全国39位など流山市の経営状態と市民サービス水準は大幅に改善された。

### 市民自治
「市民の知恵と力が活きる街」を標榜しており、市長が交代しても市民自治が後退しないしくみ作りに力を入れている。5年越しの協議を経て2009年に千葉県初の自治基本条例を制定し、関連条例として2012年に3年の議論を経て市民参加条例が制定されている。特に自治基本条例23条5項に「市長は、歳入における市税の２割を超える地方債を発行する事業を実施する場合は、市民投票などの多様な方法によって必ず市民に意見を求め、その結果を尊重しなければなりません。」の規定は、全国初、かつ唯一の「市民が知らないうちに借金を増やさないしくみ」として評価されている。H24年度には、市税収入の2割強となる小中併設校の建設計画について当該規定が適用となり、パブリックコメント、タウンミーティング、公聴会が実施された。市民の中には、市民投票を行うべきとの意見が出されたが、市民投票条例が制定されておらず実施されていない。

### 流山市のマーケティング戦略
流山市には全国でも唯一のマーケティング課が設置されている。SWOT分析（強み弱みの分析）、ポジショニング（市場での位置づけ）、ターゲットの設定などを行った上で、「都心から一番近い森の街」を目標イメージとして、子育て世代、特に共働きの子育て世帯の住民誘致策を展開し、急速に迎えつつある高齢者社会を財政的に支えてもらう戦略。流山市のマーケティング活動はマスコミに頻繁に取り上げられている。

### 特徴的・先進的な政策
- グリーンチェーン戦略とグリーンチェーン認定制度

開発物件を緑陰で囲む認定制度で、認定されると認定物件の購入者は市内金融機関から優遇金利を受けられるしくみ。
http://www.city.nagareyama.chiba.jp/information/82/477/492/index.html
- 駅前送迎ステーション

朝、通勤時に駅前の送迎ステーションに子供を連れてくると市内全保育園に送ってくれ、夕方、ステーションに子供を移送するしくみで、電車利用の保護者には便利なしくみ。この制度ゆえに流山市に引っ越したという人が多数いる。
http://www.city.nagareyama.chiba.jp/life/19/160/000887.html
- ファシリティマネジメント

公共施設の維持管理費（空調設備や照明）の省コスト化、広告収入拡大、複合利用、民間資本の導入などの分野でも先進的取り組みで、2012年度には公益社団法人日本ファシリティマネジメント推進協会主催の第7回日本ファシリティマネジメント大賞を受賞している。
http://www.city.nagareyama.chiba.jp/information/81/427/002399.html
- マーケティング課とマーケティング戦略

全国唯一のマーケティング課。課長をはじめ課員の半数は民間人。かつて地味でローカルな流山市のブランド力向上と交流人口増大を戦略的に推進している。
http://www.city.nagareyama.chiba.jp/appeal/index.html
- 高齢者住替え支援制度

「庭の管理がしきれない」「足腰が弱り、階段がつらい」など、広い家を持て余すシニア世帯が増える一方で、子どもの成長に伴い、安くて広い中古住宅に住み替えを希望する子育て世帯も増えている。また、自宅の売却を考えるシニア世帯には「知らない不動産屋に相談しにくい」「建物に欠陥があったら訴えられるのでは」などの不安があり、購入を希望する子育て世帯には「欠陥が見つかったとき、中古住宅に保証はあるのか」「リフォームの費用はどのくらい必要か」などの不安がある。そこで、これらの不安を解消し、安心して、スムーズに住宅に関する相談が行える仕組みを策定、2015年1月から始動した。

### 実績
実績の客観的な指標として、東洋経済データパックや日経グローカルなどで公表された全国ランキングで上位にランクインした項目を列挙する。
- 情報公開度 4年連続全国1位（全国市民オンブズマン連絡会議、2010、2011、2012、2013）
- 市民一人当たりの行政コスト：全国最小（日経グローカル、2006・2007）[9]
- 人口増加率 千葉県1位／人口増加数 千葉県1位、全国10位（2014）
- 情報安全度：全国2位（日経グローカル、2010）
- 経営革新度：全国6位（日経グローカル、2014）
- 地球温暖化施策ランキング：全国5位（日経グローカル、2007）
- 行政革新度：全国8位（日経グローカル、2008）
- 行政サービス度：全国28位（日経グローカル、2008）
- 財政健全度：全国41位　東葛エリア１位（都市データパック、2014）
- 情報セキュリティ：全国2位（情報安全度調査／本経済新聞社産業地域研究所）
- 住みよさランク　全国80位（東洋経済都市データパック2014）

#### 市役所の改革
- 人件費52％➜33％　市民税に占める職員の人件費比率、大幅改善。(2004➜2016)
- 予算を4割減　入札方法や予算編成方法を見直し、10年前に比べ同じ仕事を4割低い予算で実現

#### 市民サービスについて
- グリーンチェーン認定196件3567戸
- まちなか緑プロジェクトで植樹14,665本。面積にして48,640㎡（2014年12月現在）
- 自治基本条例～千葉県初
- 市全域の在宅医療＆医療介護の情報連携～千葉県初
- 住み続けたい市民75％➜82％(2003➜2014)
- 指名して転入した市民 66％（流山市マーケティング課転入者アンケート 2015, 2016）

#### 子育て環境について
- 認可保育園の定員を拡大　1789人→3720人（2010→2015）※認可保育園の人口当たりの定員は、千葉県最大
- 乳幼児医療費助成を就学前までに拡大
- 全小中学校に学習指導員、ネイティブ英語教師配員
- 小中学校の耐震工事100％。エアコン導入（2015）

## 人物
2004年1月、市民数名が、井崎を経歴詐称により選挙時に市民の投票判断を誤らせたとして民事訴訟3件を起こした。また同時に、その内の一人、村串仁三郎元法政大学教授が代表を務める「流山市政研究会」が、2003年の市長選で選挙公報や公選用はがきに肩書として記載した「英国国立ウェールズ大学大学院環境プログラム教授」は「日本の学校教育法とは無関係の一企業がビジネスとして行っている通信制のプログラムに過ぎず、虚偽だ」として、公職選挙法違反（虚偽事項の公表）の疑いで刑事告発を起こした。翌年、3件の民事訴訟と1件の刑事告発はすべて嫌疑不十分で不起訴処分となった。

## テレビ番組
- 日経スペシャル カンブリア宮殿 少子化時代に喝！ 千葉・流山の人集め戦術（2021年12月9日、テレビ東京）- 流山市市長として出演[10]。

## 書籍

### 著書
- 『快適都市の創造 21世紀のリバブルプレイスを求めて』（1991年4月20日、ぎょうせい）ISBN 9784324025871
- 『東京白書　東京に住むということ』（編者:東京自治研究センター、共著の一人）（1995年2月20日、第一書林）ISBN 9784886461049
- 『大都市問題改善に向けた5つの挑戦』（1995年7月15日、ぎょうせい）ISBN 9784324045817
- 『ラスベガスの挑戦 年間3百億ドルを稼ぎ出す眩惑都市の光と影』（1997年11月30日、朝日ソノラマ）ISBN 9784257035244
  - 『ラスベガスの挑戦 年間3百億ドルを稼ぎ出す眩惑都市の光と影』（2001年10月10日、英治出版）ISBN 9784901234146
- 『これから発展する街衰退する街 首都圏版 21世紀のビジネスチャンスあふれる街はここだ』（1998年11月30日、朝日ソノラマ）ISBN 9784257035510
- 『ニッポンが流山になる日 市民が誇りと歓びを感じる街をつくる、効率的自治体経営』（2010年9月1日、ぎょうせい）ISBN 9784324090817

### 訳書
- 『The Beginnings: Japanese Americans in San Jose』（1980年、Litho Press/San Jose Japanese American Community Senior Service）